# Guaifenesina
La guaifenesina es un antiguo fármaco expectorante y mucolítico derivado del propanediol.

## Descripción
Es una sustancia cristalina blanca o grisácea con un sabor ligeramente amargo aromático. Un gramo se disuelve en 20 ml de agua a 25 °C, es fácilmente soluble en etanol. La guaifenesina es fácilmente absorbida desde el tracto gastrointestinal y es rápidamente metabolizada y excretada en la orina. La guaifenesina tiene una semivida plasmática de una hora. El metabolito urinario principal es β-(2-metoxifenoxi) ácido láctico.

## Acción farmacológica
La acción de la guaifenesina es aumentar los líquidos de las vía respiratorias, reduciendo la adhesividad de las secreciones promoviendo su eliminación del tracto respiratorio..

## Precauciones especiales
La guaifenesina debe ser evitada por las mujeres embarazadas.

## Nuevas evidencias
La guaifenesina es el expectorante más popular en virtud de que se utiliza solo o en combinación con otros fármacos. Ha estado bajo escrutinio y los nuevos estudios han señalado que los datos de apoyo son muy limitados y existe cierta controversia sobre su eficacia. Incluido en la etiqueta del producto EE. UU.

## Uso veterinario
También se utiliza en el tratamiento de caballos con rabdomiólisis por ejercicio y en perros con intoxicación por estricnina.